# Mission Hills Golf Club
Der Mission Hills Golf Club in Shenzhen (China) bespielt die weltgrößte Golfplatzanlage, die 1992 eröffnet wurde. Es existieren bereits zwölf 18-Loch-Kurse – jeder einzelne Kurs von Golfgrößen wie José María Olazábal, Greg Norman, Jack Nicklaus, Nick Faldo und anderen entworfen –, eine große Driving Range und diverse Resorts mit Restaurants, 51 Tennisplätzen und diversen Bädern. Außerdem gibt es Asiens größtes Profigolfgeschäft und eine David Leadbetter Golf Akademie – also eine Golfschule.
Auf einigen der Plätze wurde von 2007 bis 2009 jährlich der Omega Mission Hills World Cup ausgetragen.
Zwischen Hongkong und dem Golfplatz (ca. 70 km) verkehren täglich etwa 100 Shuttlebusse.
Die Golfplätze
1. World Cup Course (Jack Nicklaus)
2. Norman Course (Greg Norman)
3. Annika Course (Annika Sörenstam)
4. Els Course (Ernie Els)
5. Vijay Course (Vijay Singh)
6. Faldo Course (Nick Faldo)
7. Olazabal Course (José María Olazábal)
8. Duval Course (David Duval)
9. Ozaki Course (Jumbo Ozaki)
10. Leadbetter Course (David Leadbetter)
11. Pete Dye Course (Pete Dye)
12. Zhang Lianwei Course (Zhang Lianwei)